# Propterodon
Propterodon — вимерлий рід гієнодонтових ссавців родини Hyaenodontidae. Скам'янілості (10 колекцій) знайдено у Китаї, М'янмі й США. Описано такі види: Propterodon morrisi, Propterodon panganensis, Propterodon tongi, Propterodon witteri.